# Поведенческая терапия
Поведе́нческая терапи́я (англ. behavioural therapy), также поведенческая психотерапия или бихевиора́льная терапи́я, — одно из ведущих направлений современной психотерапии. Поведенческая психотерапия основана на теории научения, а также на принципах классического и оперантного обусловливания. В основе этой формы психотерапии лежит идея, что симптомы некоторых психических расстройств обязаны своим появлением неверно сформированным привычкам. Поведенческая терапия ставит своей целью устранение нежелательных форм поведения и выработку полезных для клиента навыков, а на их основе полезных привычек поведения. Наиболее успешно поведенческая терапия применяется для лечения фобий, поведенческих расстройств и зависимостей, то есть тех состояний, в которых возможно выделить какой-то определённый симптом как «мишень» для терапевтического вмешательства. Научной базой поведенческой терапии является теория бихевиоризма.
Поведенческая терапия может применяться как самостоятельно, так и в комплексе с когнитивной терапией (когнитивно-поведенческая терапия). Поведенческая терапия представляет собой директивную и структурированную форму психотерапии. Её этапами являются анализ поведения, определение этапов, необходимых для коррекции поведения, постепенная тренировка и отработка новых навыков поведения, а на их основе корректных привычек поведения в реальной жизни.
Основная цель поведенческой терапии — не понимание причин проблем, возникших у пациента, а изменение его поведения.
В процессе поведенческой терапии улучшение часто наступает раньше, чем при других видах психотерапии, и проявляется более конкретно. Быстрое улучшение может проявляться даже при расстройствах, длившихся многие годы (например, при длительной алкогольной зависимости, нарушениях приёма пищи, фобиях).

## История
Несмотря на то, что поведенческая терапия является одним из новейших методов лечения в психиатрии, приёмы, которые в ней применяются, существовали уже в глубокой древности. Издавна было известно, что поведением людей можно управлять с помощью положительных и отрицательных подкреплений, то есть вознаграждений и наказаний (метод «кнута и пряника»). Однако лишь с появлением теории бихевиоризма эти методы получили научное обоснование.
Бихевиоризм как теоретическое направление психологии возник и развивался примерно в то же время, что и психоанализ (то есть с конца XIX века). Тем не менее, систематическое применение принципов бихевиоризма для психотерапевтических целей относятся к концу 50-х — началу 60-х годов.
Методы поведенческой терапии в значительной степени основаны на идеях русских учёных Владимира Михайловича Бехтерева (1857—1927) и Ивана Петровича Павлова (1849—1936). Работы Павлова и Бехтерева были хорошо известны за границей, в частности, книга Бехтерева «Объективная психология» оказала большое влияние на Джона Уотсона. Павлова называют своим учителем все крупнейшие бихевиористы Запада. (См. ещё: рефлексология)
Уже в 1915—1918 годах В. М. Бехтерев предложил метод «сочетательно-рефлекторной терапии». И. П. Павлов стал создателем теории об условных и безусловных рефлексах и о подкреплении, с помощью которого поведение может быть изменено (благодаря выработке желательных условных рефлексов или «угасанию» нежелательных условных рефлексов). Проводя эксперименты с животными, Павлов установил, что если кормление собаки сочетается с нейтральным стимулом, например, со звоном колокольчика, то в дальнейшем этот звук будет вызывать слюноотделение у животного. Павлов также описал феномены, связанные с выработкой и исчезновением условных рефлексов:
1. Угасание условного рефлекса: если в течение определённого времени нейтральный стимул больше не сопровождается подкреплением (например, звон колокольчика не сопровождается кормлением), то выработанный ранее условный рефлекс постепенно исчезает.
2. Генерализация условного рефлекса: рефлекторный ответ может возникнуть не только под воздействием подкрепляемого стимула, но и под воздействием стимулов, более или менее близких к нему. В дальнейшем эта идея была использована для создания теории фобий: например, если изначально фобия пациента касалась лишь какой-то конкретной ситуации, то в дальнейшем, под воздействием процесса генерализации, страх будут вызывать все большее количество ситуаций, имеющие какое-либо сходство с тем, что вызывало страх в начале[3].

Таким образом, Павлов доказал, что новые формы поведения могут возникать в результате установления связи между врождёнными формами поведения (безусловными рефлексами) и новым (условным) раздражителем. Позднее метод Павлова получил название классического обуславливания.
Идеи Павлова получили дальнейшее развитие в работах американского психолога Джона Уотсона (1878—1958). Уотсон пришёл к выводу, что классическое обуславливание, которое Павлов наблюдал у животных, существует также и у людей, и именно оно является причиной возникновения фобий. В 1920 году Уотсон провёл эксперимент с грудным ребёнком. В то время, как ребёнок играл с белой крысой, экспериментаторы вызывали у него страх с помощью громкого звука. Постепенно ребёнок начал бояться белых крыс, а позднее также и любых пушистых животных. (См. ещё: метод «свиста» (НЛП))
В 1924 году ассистентка Уотсона, Мэри Кавер Джонс применила сходный метод для излечения ребёнка от фобии. Ребёнок боялся кроликов, и Мэри Джонс использовала следующие приёмы:
1. Кролика показывали ребёнку издалека, во время кормления ребёнка.
2. В момент, когда ребёнок видел кролика, экспериментатор давал ему игрушку или конфету.
3. Ребёнок мог наблюдать, как другие дети играют с кроликами.
4. По мере того, как ребёнок привыкал к виду кролика, животное подносили всё ближе и ближе.

Благодаря применению этих приёмов страх у ребёнка постепенно исчез. Таким образом, Мэри Джонс создала метод систематической десенсибилизации, который успешно применяется для лечения фобий. Психолог Джозеф Вольпе (1915—1997) назвал Джонс «матерью поведенческой терапии».
Термин «поведенческая терапия» впервые был упомянут в 1911 году Эдвардом Торндайком (1874—1949). В 1940-х годах этот термин использовался исследовательской группой Джозефа Вольпе.
Вольпе проделал следующий эксперимент: поместив в клетку кошек, он подвергал их ударам электрического тока. У кошек очень скоро развилась фобия: они начали бояться клетки, если их приближали к этой клетке, они пытались вырваться и убежать. Затем Вольпе начал постепенно уменьшать дистанцию между животными и клеткой и давать кошкам корм в тот момент, когда они оказывались рядом с клеткой. Постепенно страх у животных исчез. Вольпе предположил, что с помощью сходного метода могут быть устранены фобии и страхи у людей. Таким образом был создан метод систематической десенсибилизации. Вольпе использовал этот метод главным образом для лечения фобий, социофобии и сексуальных расстройств, связанных с повышенной тревожностью.
Дальнейшее развитие поведенческой терапии связано в первую очередь с именами Эдварда Торндайка и Фредерика Скиннера, создавших теорию оперантного обуславливания. В классическом обуславливании Павлова поведение может быть изменено с помощью модификации исходных условий, в которых проявляется это поведение. В случае оперантного обуславливания, поведение может быть изменено благодаря стимулам, которые следуют за поведением («награды» и «наказания»).
Эдуард Торндайк (1874—1949), проводя эксперименты с животными, сформулировал два закона, которые до сих пор используются в поведенческой терапии:
1. «Закон упражнения» (англ. Law of exercise), утверждающий, что повторение определённого поведения способствует тому, что в дальнейшем это поведение будет проявляться с все более высокой вероятностью.
2. «Закон эффекта» (англ. Law of effect): если поведение имеет положительный результат для индивида, в будущем оно будет повторяться с более высокой вероятностью. Если же действие приводит к неприятным результатам, в будущем оно будет проявляться все реже или вообще исчезнет.

Фредерик Скиннер (1904—1990) продолжил исследования Торндайка и внёс существенный вклад в развитие теории оперантного обуславливания. С точки зрения Скиннера, как у животных, так и у людей вероятность появления того или иного поведения напрямую связана с тем, к каким последствиям приводило это поведение в прошлом. В частности, Скиннер установил, что к исчезновению того или иного паттерна поведения может привести не только неприятный для индивида результат, но и отсутствие какого-либо результата. Разница заключается лишь в том, что при наличии неприятного результата паттерн поведения исчезает быстрее, чем при отсутствии какого-либо результата.
Метод классического обуславливания применялся также в клинике условно-рефлекторной терапии Эндрю Сальтера (1914—1996).
Идеи поведенческой терапии получили широкое распространение благодаря публикациям Ганса Айзенка (1916—1997) в начале 1960-х годов. Айзенк определил поведенческую терапию как применение современной теории научения в целях лечения поведенческих и эмоциональных расстройств. В 1963 г. был основан первый журнал, посвящённый исключительно поведенческой терапии «Behavior Research and Therapy».
В 1950—1960 годах теория поведенческой терапии развивалась в основном в трёх исследовательских центрах:
- В ЮАР — Вольпе, Арнольд Лазарус и Стенли Рахман[англ.]. Эта группа разрабатывала главным образом методы тренинга самоутверждения и систематической десенсибилизации.
- В США ученики Скиннера Огден Линслей[англ.] и Теодоро Айлон[англ.] начали применять принципы оперантного обуславливания для лечения психических больных, в том числе с помощью методики жетонного подкрепления[англ.]. Кроме того, в Стэнфордском университете работала группа Альберта Бандуры и Ричарда Х. Уолтерса (англ. Walters Richard H.), занимавшаяся развитием теории научения.
- В Институте психиатрии при Лондонском Университете работали Шапиро (англ. Shapiro M.B.), Йетс (англ. Yates A.J.) и Айзенк[13].

Оформление поведенческой терапии как самостоятельного направления произошло около 1950 года. Популярности этого метода способствовало растущее недовольство психоанализом, из-за недостаточной эмпирической базы аналитических методов, а также из-за длительности и высокой стоимости аналитической терапии в то время как поведенческие методики доказали свою результативность, причём эффект достигался всего за несколько сеансов терапии.
К концу 1960-х годов поведенческая терапия была признана как самостоятельная и эффективная форма психотерапии. В настоящее время это направление психотерапии стало одним из ведущих методов психотерапевтического лечения. В 1970-е годы методы поведенческой психологии стали использоваться не только в психотерапии, но и в педагогике, менеджменте и бизнесе.
Изначально методы поведенческой терапии были основаны исключительно на идеях бихевиоризма, то есть на теории об условных рефлексах и на теории научения. Но в настоящее время наблюдается тенденция к значительному расширению теоретической и инструментальной базы поведенческой терапии: в неё может быть включён любой метод, эффективность которого была доказана экспериментальным путём. Арнольд Лазарус назвал этот подход «Поведенческой терапией широкого спектра» или «мультимодальной психотерапией». Например, в настоящее время в поведенческой терапии применяются методы релаксации и дыхательные упражнения (в частности, диафрагмальное дыхание). Таким образом, хотя поведенческая терапия основана на научно-обоснованных методах, она отличается эклектическим характером. Приёмы, которые в ней используются, объединяет лишь то, что все они нацелены на изменение поведенческих навыков и умений. По определению Американской Ассоциации Психологов, «Поведенческая психотерапия включает, прежде всего, использование принципов, которые были развиты в экспериментальной и социальной психологии… Основной целью поведенческой терапии является построение и укрепление способности к действиям, повышение самоконтроля».
Методы, сходные с приёмами поведенческой терапии, использовались и в Советском Союзе начиная с 1920-х годов. Однако в отечественной литературе долгое время вместо термина «поведенческая психотерапия» использовался термин «условно-рефлекторная психотерапия».

## Показания
Поведенческая терапия применяется при широком спектре расстройств: при психических и так называемых психосоматических расстройствах, а также при чисто соматических заболеваниях. Она особенно полезна при лечении тревожных расстройств, в частности при панических расстройствах, фобиях, навязчивостях, а также лечении депрессий и других аффективных расстройств, нарушениях приёма пищи, сексуальных проблемах, шизофрении, асоциальном поведении, расстройствах сна и внимания, гиперактивности, аутизме, трудностях в обучении и других нарушениях развития в детском возрасте, а также при языковых и разговорных проблемах. Очень значимо использование поведенческой терапии при лечении пациентов с хроническими расстройствами: основной целью терапии при этом является не излечение, а разрешение ситуации.
Кроме того, поведенческая терапия может использоваться для преодоления стрессов и лечения клинических проявлений повышенного артериального давления, головных болей, астмы и некоторых желудочно-кишечных заболеваний, в частности энтеритов и хронических болей.

## Основные принципы
- Постулатом поведенческой терапии является идея о том, что шаблоны поведения играют решающую роль в развитии психологических расстройств. Например, при депрессии социальная изоляция является не только следствием депрессии, но и фактором, который утяжеляет депрессивное состояние пациента. Предполагается, что поведение может быть изменено с помощью применения тех или иных терапевтических методов.[3]
- Шаблоны поведения также могут включать в себя те или иные реакции со стороны вегетативной и эндокринной систем, при этом паттерны готовности к вегетативной реакции на стрессы у разных людей различаются[16].
- В поведенческой терапии используются лишь методы, эффективность которых была подтверждена экспериментальным путём, причём предпочтение отдаётся техникам, которые имеют однозначно позитивное влияние[14].
- Исходным пунктом терапии является проблема, которая беспокоит пациента в данный момент. Одним из основных принципов поведенческой терапии является правило «здесь и сейчас»[14].
- «Принцип минимального вторжения» (Kafner, 1991) постулирует, что в поведенческой терапии следует вмешиваться во внутреннюю жизнь пациента лишь в той степени, в которой это необходимо для решения его актуальных проблем[14].
- Относительность понятий «здоровье-болезнь» и «норма-отклонение». Поведенческий терапевт не навязывает клиенту свои представления о том, что является нормальным и здоровым поведением — целью терапии является выработка поведения, которое будет оптимальным и желательным для данного конкретного клиента[14].
- В поведенческой терапии обычно терапевт играет активную и директивную роль. Техника «выговаривания» своих проблем и переживаний в поведенческой терапии не приветствуется. Пациент главным образом отвечает на вопросы, которые ему задают, и выполняет упражнения, которые рекомендует терапевт. Терапевт обычно работает по заранее выработанному плану, от которого он не отступает без необходимости.[3]
- Одной из особенностей поведенческой терапии является то, что в ней иногда используется помощь членов семьи пациента (с согласия пациента), например, для выполнения «домашних заданий», для помощи при самонаблюдении, для усиления мотивации, и т. д.[3]

## Схема поведенческой терапии

### Оценка состояния клиента
Эта процедура в поведенческой терапии называется «функциональным анализом» или «прикладным анализом поведения».
На этом этапе в первую очередь составляется список паттернов поведения, которые имеют негативные последствия для пациента. Каждый паттерн поведения описывается по следующей схеме:
- Когда и как проявляется данный тип поведения?
- Насколько часто?
- Как долго он длится?
- Каковы его последствия в краткосрочной и в долгосрочной перспективе?
- При этом в поведенческой терапии принимается во внимание лишь то, что может быть наблюдаемо. Например, вместо того, чтобы говорить о страхе, который он испытывает, пациент должен рассказать о конкретных ощущениях связанных со страхом (сердцебиение, нарушения дыхания, и т. д.)[17]

Затем выявляются ситуации и события, которые вызывают невротическую поведенческую реакцию (страх, избегание, и т. д.). С помощью самонаблюдения пациент должен ответить на вопрос: какие факторы могут увеличить или уменьшить вероятность появления желательного или нежелательного паттерна поведения? Следует также проверить, не обладает ли нежелательный паттерн поведения какой-либо «вторичной выгодой» для пациента, то есть скрытым положительным подкреплением данного поведения. Затем терапевт определяет для себя, какие сильные стороны в характере пациента могут быть использованы в терапевтическом процессе. Важно также выяснить, каковы ожидания пациента в отношении того, что может дать ему психотерапия: пациенту предлагается сформулировать свои ожидания в конкретных терминах, то есть указать, от каких поведеческих паттернов он хотел бы избавиться, и каким формам поведения он хотел бы научиться.
Необходимо проверить, являются ли эти ожидания реалистическими.
Для того, чтобы получить наиболее полную картину состояния пациента, терапевт выдаёт ему вопросник, который пациент должен заполнить дома, с использованием, в случае необходимости, метода самонаблюдения. Иногда этап начальной оценки занимает несколько недель, поскольку в поведенческой терапии крайне важно получить полное и точное описание проблемы пациента.
В поведенческой терапии данные, полученные на этапе предварительного анализа, называются «базовым уровнем» или «отправной точкой» (англ. baseline). В дальнейшем эти данные используются для оценки эффективности терапии. Кроме того, они позволяют пациенту осознать, что его состояние постепенно улучшается, что повышает мотивацию для продолжения терапии.

### Составление плана терапии
В поведенческой терапии считается необходимым, чтобы в работе с пациентом терапевт придерживался определённого плана, поэтому после оценки состояния пациента терапевт и пациент составляют список проблем, которые следует решить. Однако не рекомендуется работать с несколькими проблемами одновременно. Множественные проблемы должны решаться последовательно. Не следует переходить к следующей проблеме, пока не будет достигнуто значительное улучшение в работе с предыдущей проблемой. При наличии сложной проблематики целесообразно разбить её на несколько компонентов. При необходимости терапевт составляет «лестницу проблем», то есть диаграмму, которая показывает, в каком порядке терапевт будет работать с проблемами клиента. В качестве «мишени» выбирается паттерн поведения, который следует изменить в первую очередь. При этом для выбора используются следующие критерии:
- Тяжесть проблемы, то есть то, насколько большой ущерб данная проблема приносит пациенту (например, препятствует его профессиональной деятельности) или представляет опасность для пациента (например, тяжёлая алкогольная зависимость);
- То, что вызывает наиболее неприятные ощущения (например, панические атаки);
- «Центральность» проблемы. Этот критерий учитывает, насколько решение данной проблемы поможет решению прочих проблем пациента.[13]

В случае недостаточной мотивации пациента или неверия в свои силы терапевтическую работу можно начать не с самых важных проблем, а с легкодостижимых целей, то есть с тех паттернов поведения, которые проще всего изменить, или которые пациент хочет изменить в первую очередь. Переход к более сложным задачам производится лишь после того, как решены более простые задачи. В ходе терапии психотерапевт постоянно проверяет эффективность используемых методов. Если изначально выбранные техники оказались нерезультативными, терапевту следует изменить стратегию терапии и использовать иные методики.
Приоритет в выборе цели всегда согласуется с пациентом. Иногда терапевтические приоритеты могут быть пересмотрены в ходе терапии.
Теоретики поведенческой терапии считают, что чем конкретнее будут сформулированы цели терапии, тем эффективнее окажется работа терапевта. На этом этапе следует также выяснить, насколько велика мотивация пациента для изменения того или иного типа поведения.
В поведенческой терапии крайне важным фактором успеха является то, насколько хорошо пациент понимает смысл приёмов, которые применяет терапевт. По этой причине обычно в самом начале терапии пациенту подробно объясняются основные принципы этого подхода, а также разъясняется цель каждого конкретного метода. Затем с помощью вопросов терапевт проверяет, насколько хорошо пациент понял его объяснения, и при необходимости отвечает на вопросы. Это не только помогает пациенту правильно выполнять упражнения, которые рекомендует терапевт, но и увеличивают мотивацию пациента ежедневно выполнять эти упражнения.
В поведенческой терапии широко распространено использование метода самонаблюдения и применение «домашних заданий», которые пациент должен выполнять ежедневно, или даже, при необходимости, несколько раз в день. Для самонаблюдения используются те же вопросы, которые были заданы пациенту на этапе предварительной оценки:
- Когда и как проявляется данный тип поведения?
- Насколько часто?
- Как долго он длится?
- Что является «пусковым механизмом» и подкрепляющими факторами данного паттерна поведения?
- Каковы его последствия в краткосрочной и в долгосрочной перспективе?[3].

Давая пациенту «домашнее задание», терапевт обязательно должен проверить, правильно ли пациент понял, что он должен делать, и имеет ли пациент желание и возможность ежедневно выполнять это задание.
Не следует забывать, что поведенческая терапия не сводится лишь к устранению нежелательных паттернов поведения. С точки зрения теории бихевиоризма, любое поведение (как адаптивное, так и проблемное) всегда выполняет какую-то функцию в жизни человека. По этой причине, при исчезновении проблемного поведения в жизни человека образуется своего рода вакуум, который может оказаться заполненным новым проблемным поведением. Для того чтобы этого не произошло, составляя план поведенческой терапии, психолог предусматривает, какие формы адаптивного поведения следует выработать для замены проблемных паттернов поведения. Например, терапия фобии не будет полной, если не будет установлено, какие формы адаптивного поведения заполнят время, которое пациент посвящает фобическим переживаниям. План терапии должен быть составлен в позитивных терминах и указывать, что пациент должен делать, а не то, чего он делать не должен. Это правило получило в поведенческой терапии название «правило живого человека» — поскольку поведение живого человека описывается в положительных терминах (то, что он способен делать), в то время как поведение мёртвого человека может быть описано лишь в отрицательных терминах (например, мёртвый человек не может иметь вредные привычки, испытывать страх, проявлять агрессию, и т. д.).

### Завершение терапии
Как подчёркивает Джудит Бек, терапия, ориентированная на изменение поведения, не устраняет раз и навсегда проблемы клиента. Целью терапии является лишь научение тому, как справляться с трудностями по мере их появления, то есть «стать своим собственным психотерапевтом». Известный поведенческий психотерапевт Махони (англ. Mahoney, 1976) считает даже, что клиент должен стать «ученым-исследователем» собственной личности и своего поведения, что поможет ему решать проблемы по мере их возникновения (в поведенческой терапии это обозначается термином самоменеджмент). По этой причине на завершающем этапе терапии терапевт спрашивает клиента о том, какие приёмы и методики оказались наиболее полезными для него. Затем терапевт рекомендует применять эти приёмы самостоятельно, не только при возникновении проблемы, но и в профилактических целях. Терапевт также обучает клиента распознавать признаки возникновения или возвращения проблемы, поскольку это позволит клиенту принять заблаговременные меры для того, чтобы справиться с проблемой или, по крайней мере, уменьшить негативный эффект этой проблемы.

## Методы поведенческой терапии
- Имитационное научение — при использовании этого метода клиенту предлагается наблюдать и имитировать желательные паттерны поведения (например, поведение терапевта или ассистента терапевта). Для этого может использоваться не только «живая модель» (реальный человек), но и «символическая модель», которой может быть герой книги или образ, созданный воображением самого клиента[13]. Одной из форм научения по образцу является самомоделирование. Этот приём заключается в том, что терапевт производит видеозапись успешных моментов поведения клиента, а затем демонстрирует клиенту эту видеозапись[13].
- Ролевой тренинг — методика, используемая для научения определённым типам поведения (например, тренинг навыков общения), является разновидностью ролевой игры. Эффект ролевого тренинга основан на сочетании приёмов конфронтации, систематической десенсибилизации (что способствует снижению тревожности) и подкреплении удачного поведения в виде положительной обратной связи со стороны терапевта[7]. При применении этой техники пациент и терапевт разыгрывают проблемную ситуацию. Эта техника может быть также использована в групповой терапии. Чаще всего пациент играет самого себя, но иногда это делает терапевт или кто-то из членов группы, что позволяет пациенту увидеть свою проблему со стороны, а также понять, что в этой проблемной ситуации можно действовать по-другому.
- Биологическая обратная связь[16] — методика, в которой используется аппаратура, отслеживающая признаки стресса у пациента. По мере того как пациенту удаётся достичь состояния мышечного расслабления, он получает положительное зрительное или звуковое подкрепление (например, приятная музыка или изображение на экране компьютера).
- Методы отучивания (аверсивная терапия)
- Систематическая десенсибилизация[16]
- Имплозивная терапия
- Шейпинг (моделирование поведения)
- Метод аутоинструкций
- Стресс-прививочная терапия
- Метод «остановки мысли»

### Методы поведенческой терапии в образовательной практике
Функциональный анализ поведения — дисциплина, основанная на научных взглядах Б. Ф. Скиннера, а частности, на концепции оперантного обусловливания. Ведущим методом анализа поведения является метод функциональной оценки — выявления антецедентов (предшествовавших условий) и постцедентов (последствий) определённых действий с целью нахождения факторов, связанных с проявлением интересующего терапевта поведения. Прикладной анализ поведения — технологическая реализация функционального анализа поведения: методы разбора и изменения условий с целью коррекции поведения.
Прикладной анализ поведения применяется в системе образования как для улучшения показателей — учебной успеваемости, дисциплины, посещаемости у всех детей, так и для инклюзии детей с ограниченными возможностями здоровья и проблемами с социальнизацией (например, с РАС) в общеобразовательные классы.

## Проблемы, возникающие в ходе терапии
- Склонность клиента к многословной вербализации того, что он думает и чувствует, а также к стремлению найти причины своих проблем в том, что он пережил в прошлом. Причиной этого может быть представление о психотерапии как о методе, который «позволяет выговориться и понять самого себя». В этом случае следует объяснить клиенту, что поведенческая терапия заключается в выполнении конкретных упражнений, и её целью является не понимание проблемы, а устранение её последствий. Тем не менее, если терапевт видит, что клиенту необходимо выразить свои переживания или найти глубинную причину своих трудностей, то к поведенческим методам можно добавить, например, приёмы когнитивной или гуманистической психотерапии.
- Страх клиента по поводу того, что коррекция его эмоциональных проявлений превратит его в «робота». В таком случае следует объяснить ему, что благодаря поведенческой терапии, его эмоциональный мир не станет беднее, просто на смену негативным и неадаптивным эмоциям придут приятные эмоции.
- Пассивность клиента или страх перед усилием, необходимым для выполнения упражнений. В этом случае стоит напомнить клиенту, к каким последствиям такая установка может привести в долгосрочной перспективе. В то же время можно пересмотреть план терапии и начать работу с более простых задач, разбивая их на отдельные этапы. Иногда в подобных случаях в поведенческой терапии используется помощь членов семьи клиента.

Иногда у клиента присутствуют дисфункциональные убеждения и установки, мешающие его вовлечению в терапевтический процесс. К этим установкам относятся:
- Нереалистические или негибкие ожидания в отношении методов и результатов терапии, что может быть разновидностью магического мышления (предполагается, что терапевт способен устранить любую проблему клиента). В этом случае особенно важно выяснить, каковы ожидания клиента, а затем составить чёткий план терапии и обсудить этот план с клиентом.
- Убеждённость в том, что за успех терапии ответственен лишь терапевт, а клиент не может и не должен прикладывать какие-либо усилия (внешний локус контроля) . Эта проблема не только существенно замедляет прогресс лечения, но и приводит к рецидивам после прекращения встреч с терапевтом (клиент не считает необходимым выполнять «домашние задания» и следовать рекомендациям, которые были ему даны в момент завершения терапии). В этом случае полезно напомнить клиенту, что в поведенческой терапии успех невозможен без активного сотрудничества клиента.
- Драматизация проблемы, например: «У меня слишком много трудностей, я никогда не справлюсь с этим». В этом случае полезно начать терапию с простых задач и с упражнений, позволяющих добиться быстрого результата, что повышает уверенность клиента в том, что он способен справиться со своими проблемами.
- Страх осуждения: клиент стесняется рассказывать терапевту о некоторых своих проблемах, и это препятствует выработке эффективного и реалистического плана терапевтической работы.

При наличии подобных дисфункциональных убеждений имеет смысл применить методы когнитивной терапии, помогающие клиенту пересмотреть свои установки.
Одним из препятствий к достижению успеха является недостаточная мотивация клиента. Как было указано выше, сильная мотивация является необходимым условием успешности поведенческой терапии. По этой причине мотивация к изменению должна быть оценена в самом начале терапии, а затем, в ходе работы с клиентом, её уровень следует постоянно проверять (не следует забывать, что иногда демотивация клиента принимает скрытые формы. Например, он может прекратить терапию, уверяя, что его проблема решена. В поведенческой терапии это называется «бегство в выздоровление»). Для повышения мотивации:
- Необходимо давать чёткие и ясные объяснения по поводу важности и полезности применяемых в терапии приёмов;
- Следует выбирать конкретные терапевтические цели, согласуя свой выбор с желаниями и предпочтениями клиента;
- Замечено, что часто клиенты концентрируют внимание на проблемах, которые ещё не решены, и забывают об уже достигнутых успехах. В этом случае полезно периодически оценивать состояние клиента, наглядно показывая ему прогресс, достигнутый благодаря его усилиям (это можно продемонстрировать, например, с помощью диаграмм).
- Особенностью поведенческой терапии является нацеленность на быстрый, конкретный, наблюдаемый (и измеряемый) результат. Поэтому, если существенного прогресса в состоянии клиента не наблюдается, то мотивация клиента может исчезнуть. В этом случае терапевт должен немедленно пересмотреть выбранную тактику работы с клиентом.
- Поскольку в поведенческой терапии терапевт работает в сотрудничестве с клиентом, следует объяснить, что клиент не обязан слепо выполнять рекомендации терапевта. Возражения с его стороны приветствуются, и любое возражение следует немедленно обсудить с клиентом и при необходимости вести изменения в план работы.
- Для повышения мотивации рекомендуется избегать однообразия в работе с клиентом; полезно использовать новые методы, вызывающие у клиента наибольший интерес.

При этом терапевт не должен забывать, что неуспех терапии может быть связан не с дисфункциональными установками клиента, а со скрытыми дисфункциональными установками самого терапевта и с ошибками в применении методов поведенческой терапии. По этой причине необходимо постоянно использовать самонаблюдение и помощь коллег, выявляя, какие искажённые когнитивные установки и проблемные типы поведения мешают терапевту добиться успеха в работе. Для поведенческой терапии характерны следующие ошибки:
- Терапевт даёт клиенту «домашнее задание» или вопросник для самонаблюдения, но затем забывает об этом или не находит времени для того, чтобы обсудить полученные результаты. Такой подход может значительно снизить мотивацию клиента и уменьшить его доверие к терапевту.
- Для неопытных поведенческих терапевтов характерны отступления от предварительно выработанного плана терапии: терапевт может перейти к устранению новой проблемы, не завершив работу с предыдущей проблемой. Все это снижает эффективность терапии и уменьшает мотивацию клиента. По этой причине в поведенческой терапии рекомендуется заранее составлять чёткий и реалистический план работы; терапевт должен, насколько возможно, следовать этому плану и не менять его без согласования с клиентом. Если изменение плана всё-таки необходимо, не следует импровизировать — терапевт должен, совместно с клиентом, выработать новый план работы[3].
- Иногда терапевт работает лишь с отдельными симптомами и проблемами, которым соответствуют те или иные техники. При этом не принимается во внимание и не анализируется целостная картина нарушений, что неизбежно снижает эффективность работы и даже может привести к обратному негативному эффекту. По этой причине поведенческий психотерапевт должен обладать углублёнными знаниями о клинической картине и психологических механизмах различных синдромов и патологий, и в своей работе он всегда должен стремиться к пониманию того, что стоит за той или иной частной проблемой.[7]

## Противопоказания к применению
Поведенческая терапия не должна применяться в следующих случаях:
- психозы в стадии обострения;
- тяжёлые депрессивные состояния;
- глубокая умственная отсталость.

В этих случаях основной проблемой является то, что пациент неспособен понять, для чего он должен выполнять упражнения, которые рекомендует психотерапевт.
В случае наличия у пациента личностных расстройств поведенческая терапия возможна, но она может оказаться менее эффективной и более длительной, поскольку терапевту будет труднее добиться активного сотрудничества со стороны пациента. Недостаточно высокий уровень интеллектуального развития не является препятствием для проведения поведенческой терапии, но в этом случае предпочтительно использовать простые техники и упражнения, цель которых пациент способен понять.

## Поведенческая терапия третьего поколения
Новые направления в поведенческой терапии объединяются под термином «поведенческая терапия третьего поколения». (См., например, «Acceptance and Commitment Therapy» (англ.) и «Диалектическая поведенческая терапия».)